# いもち病
いもち病（いもちびょう、稲熱病）とは、イネに発生する主要な病気の1つ。単に「いもち」と呼ばれることも多い。欧米では、「イネの胴枯病（Blast of rice）」、「イネの疫病（Rice blight）」などと呼ばれる。
古くから稲に発生する病気として恐れられてきた。いもちが広範囲に発生した圃場では十分な登熟が期待出来なくなり、大幅な減収と共に食味の低下を招く。文書に初めて登場するのは1637年の明における記録である。その後、日本（1704年）、イタリア（1828年）でも記録された。

## 原因
いもち病は、イネがカビの一種であるイネいもち病菌（学名:Pyricularia oryzae、シノニム:Magnaporthe oryzae）に感染し発病することで起きる。感染のメカニズムは、まず無性世代の分生子が葉に接触すると刺激で粘着質が分泌されて葉に付着する。分生子が湿度で発芽することによって付着器となり、内部で生成されるグリセロールの圧力（80気圧にも達する）により菌糸がクチクラ層を突き破って植物体に侵入する。それとほぼ同時に細胞内部にメラニンが生成されて細胞壁の強度を高める（メラニンが生成されないと感染はできないことが立証されている）。このため、現在いもち病用に用いられている殺菌剤はいもち病菌のメラニン生成を阻害することで防除するものが多い。
イネいもち病菌のゲノム解読は2005年に達成され、その結果、いもち病菌の染色体数は7であり、DNAは酵母の3倍、人の80分の1であることが判明した。
イネの品種によっても、いもち病に対する抵抗性には違いが見られ、コシヒカリやササニシキはかなり弱く、あきたこまちは並、日本晴はやや弱い程度である。

## 病名

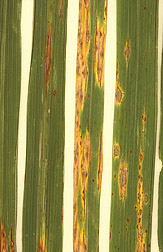
葉いもち病の症例

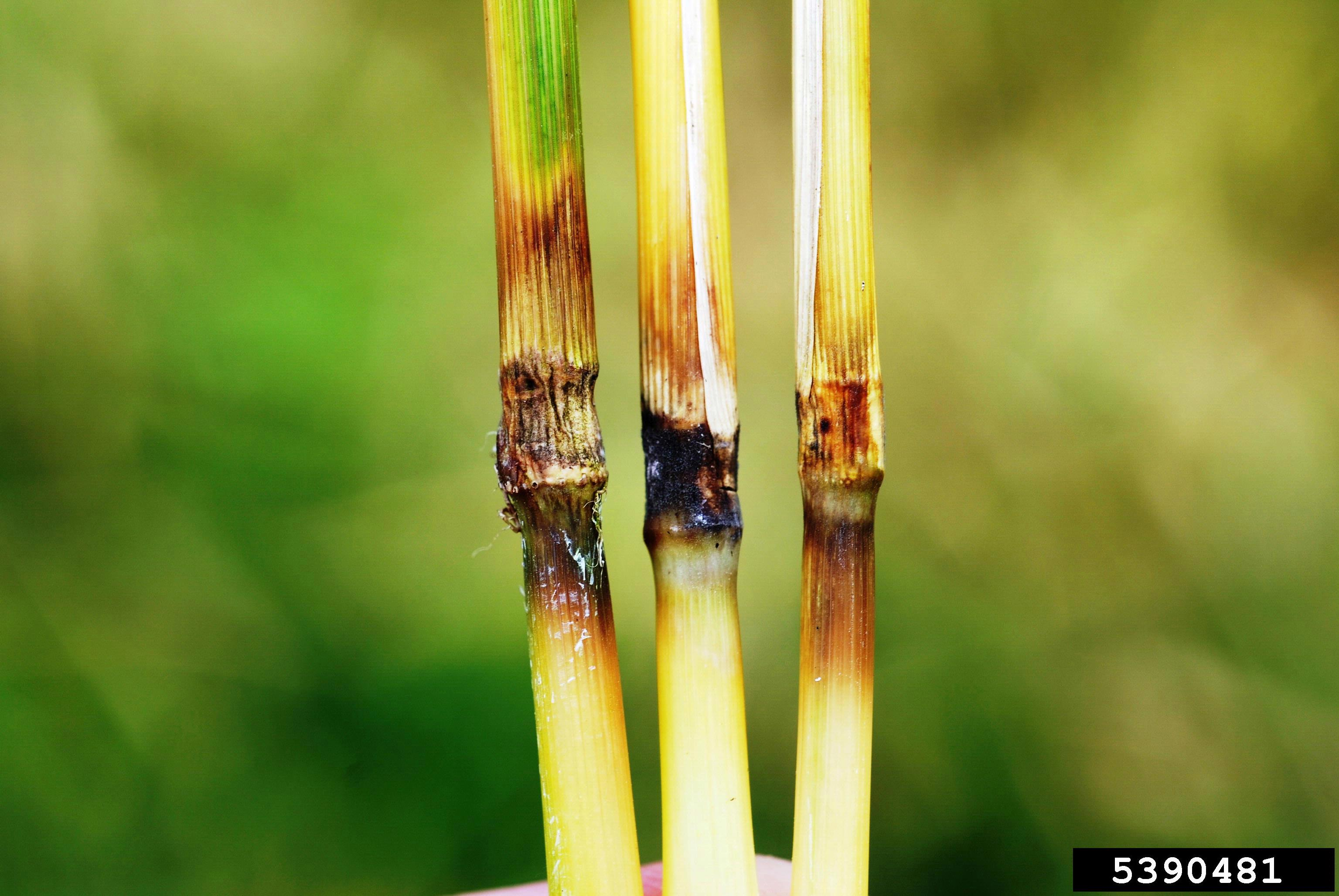
節いもち病の症例

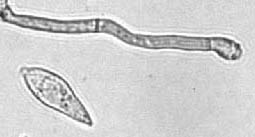
いもち病菌の菌糸と胞子

いもち病は、それが発生する部位によって別の名前で呼ばれることがあるが、発現の仕方が違うだけで、原因となる病原菌は同一である。場合によっては、発生したイネの株がそれごと枯死することさえある。
- 葉いもち
- 穂いもち
- 節いもち

## 防除対策
以下のような方法が有効であるとされる。
- いもち病に有効な農薬（殺菌剤）使用。ただし、後述の通り耐性菌の発生に注意する。現代農法では、予防と防除の両面において薬剤使用が中心となっている。

現在、主に用いられているのは
- メラニン生合成阻害剤
  - MBI-D剤（脱水酵素阻害剤）:カルプロパミド、ジクロシメット、フェノキサニルなど
  - MBI-R剤（還元酵素阻害剤）:ピロキロン、トリシクラゾール、フサライドなど
- 抵抗性誘導:プロベナゾール、チアニジル、アシベンゾラルSメチルなど
- メトキシアクリレート系（ストロビルリン系、QoI剤とも）:アゾキシストロビン、メトミノストロビン
- その他:イソプロチオラン、カスガマイシン

などである。かつては酢酸フェニル水銀などの有機水銀系剤が用いられていたが、毒性が強いため現在は使用されない。
いもち病の発生を予防するという観点からは、次の方法が有効である。
- 無病種子を使用する。
- 補植用の置き苗は焼却したり土中に埋めるなど、早めに処分する。葉いもちの防止に有効。
- 高温多湿を避け、通風を良くする。畦際の草刈りは有効な対策。
- 窒素肥料が施肥過多になることを避ける。
- いもち病に強い品種（いもち病抵抗性品種）を選んで栽培する。
- 早期栽培・早植え栽培の作型をなるべく控える。
- 育苗ハウス周辺に籾殻を放置・使用しない。籾殻にいもち病菌が罹病しており伝染源になる場合がある。

ただし、コシヒカリを中心とした、現代日本の食味優先の作付基準に従う限り、いもち病に強い在来品種への移行は困難であると考えられる。このため、いもち病に強く、かつ良食味である品種の研究が進められている。2003年（平成15年）に登録された「ちゅらひかり（奥羽366号）」という新品種は、その成果の1つである。コシヒカリの持つ特性を残しつついもち病に強いコシヒカリBLという新品種も登場した。また同様の品種として、2009年8月20日、愛知県農業総合試験場と石川県立大学、国の独立行政法人である農業生物資源研究所などの研究グループにより、遺伝子情報の解析結果をもとに開発した「中部125号」という新品種が発表されている。

## 耐性いもち病菌
近年では広く用いられている殺菌剤に対して抵抗性を持つ耐性菌が相次いで発見されており、問題となっている。
2001年に初めて佐賀県で、防除用薬剤(MBI-D剤)に対する耐性菌の出現が報告された。現在、九州全県から北海道まで日本全国で確認されている。2013年には大分県でストロビルリン系剤に対する耐性菌の出現が報告され、山口県、島根県、愛媛県、福岡県、そして岐阜県で確認されている。
薬剤耐性獲得のメカニズムについては、ストロビルリン系剤耐性菌については遺伝子変異が確認されている。塩水選および種子消毒の徹底や、系統の異なる薬剤（殺菌剤）の使用が推奨されている。